# Rhabdotis kordofana
Rhabdotis kordofana är en skalbaggsart som beskrevs av Allard 1992. Rhabdotis kordofana ingår i släktet Rhabdotis och familjen Cetoniidae. Inga underarter finns listade i Catalogue of Life.